# بريت ماكلين
بريت ماكلين (بالفرنسية: Brett MacLean)‏ (و. 1988  م) هو لاعب هوكي الجليد كندي، ولد في لندن.

## روابط خارجية
- بريت ماكلين على موقع دوري الهوكي الوطني (الإنجليزية)
- بريت ماكلين على موقع EliteProspects.com (الإنجليزية)
- بريت ماكلين على موقع HockeyDB.com (الإنجليزية)
- بريت ماكلين على موقع Hockey-Reference.com (الإنجليزية)